# Unternehmen Paukenschlag
Das Unternehmen Paukenschlag war der Deckname einer deutschen Militäroperation der deutschen Kriegsmarine im Zweiten Weltkrieg. Im Januar 1942 wurden auf Befehl von Admiral Dönitz fünf Langstrecken-U-Boote an die US-amerikanische Ostküste entsandt. Sie legten 5.500 km zurück, um dort in Stellung und auf Jagd zu gehen. Unter dem Begriff werden häufig das eigentliche „Unternehmen Paukenschlag“ und die Folgeunternehmen, die keine eigenen Bezeichnungen erhielten, zusammengefasst.

## Vorgeschichte
Hitler hatte gegenüber dem Japanischen Kaiserreich zugesagt, im Fall eines Krieges Japans mit den Vereinigten Staaten seinerseits den USA den Krieg zu erklären. Dieses Bündnisversprechen wurde nach dem japanischen Angriff auf Pearl Harbor am 7. Dezember 1941 durch die deutsche Kriegserklärung vom 11. Dezember 1941 eingelöst.
Für Admiral Karl Dönitz, den Befehlshaber der U-Boote (BdU), bedeutete die Kriegserklärung, dass die Einschränkungen des U-Boot-Kriegs gegenüber amerikanischen Schiffen wegfielen. Faktisch hatte sich die US Navy bereits seit einigen Monaten an der Sicherung von alliierten Konvois beteiligt, ohne dass die deutschen U-Boote die Erlaubnis hatten, US-amerikanische Kriegsschiffe anzugreifen. Dönitz sah außerdem die Möglichkeit zu einem überraschenden Angriff auf den Schiffsverkehr vor der amerikanischen Ostküste. Dieser Angriff erhielt den Namen „Unternehmen Paukenschlag“.

## Vorbereitungen
Wegen der großen Entfernung konnte der Angriff nur von den Langstrecken-U-Booten des Typs IX durchgeführt werden. Von den 20 vorhandenen Booten waren neun Boote vom Typ IX (A) und IX B (mit 10.500 bzw. 12.000 sm Reichweite bei 10 kn) und elf Boote vom Typ IX C (mit 13.450 sm Reichweite bei ebenfalls 10 kn). Als Berlin grünes Licht für den U-Boot-Angriff auf Nordamerika gab, standen lediglich sechs Typ-IX-Boote zur Verfügung:
U 66 unter Richard Zapp, U 109 unter Heinrich Bleichrodt, U 123 unter Reinhard Hardegen, U 125 unter Ulrich Folkers, U 130 unter Ernst Kals und U 502 unter Jürgen von Rosenstiel. Diese sechs Boote bildeten die erste Welle.
Am 18. Dezember 1941 stachen U 125 und U 502 in See. U 502 musste aber wegen eines Öllecks den Einsatz abbrechen und kehrte am 22. Dezember nach Lorient zurück. Am 23. Dezember ging U 123 in See, am 25. Dezember U 66, und am 27. Dezember liefen U 130 und U 109 zum Einsatz aus. Diese Boote hatten Befehl, keine Angriffe während der Atlantiküberquerung auszuführen, außer auf besonders attraktive Ziele wie feindliche Großkampfschiffe.

## Im Einsatzgebiet

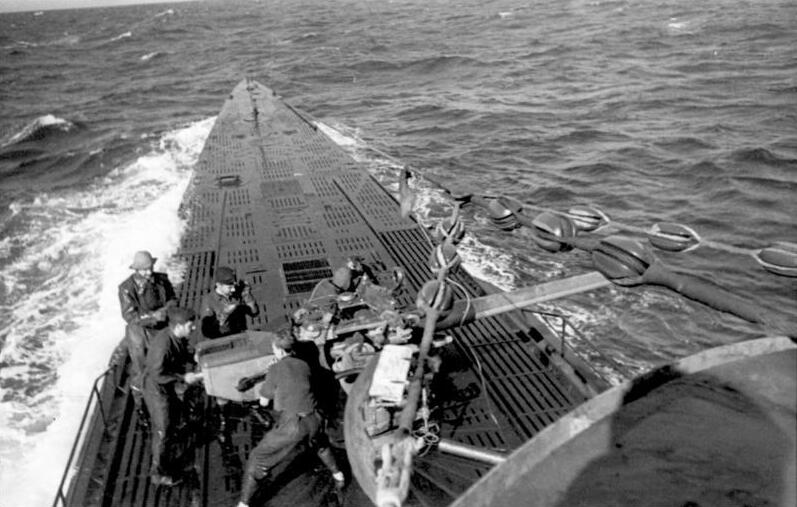
U 123. Mannschaft am vorderen Geschütz (Januar 1942).

Die Boote benötigten ungefähr zwei Wochen, um ihre Einsatzgebiete vor der US-amerikanischen Ostküste zu erreichen. Am 13. Januar 1942 hatten die drei für die Küste der Vereinigten Staaten vorgesehenen Boote (U 66 östlich von Kap Hatteras, U 123 nahe der Spitze von Long Island und U 125 vor New Jersey) ihre Positionen bezogen und begannen im Morgengrauen des 14. Januar ihre Angriffe. Die beiden anderen Boote patrouillierten vor der kanadischen Küste. Allerdings hatte Kplt. Hardegen mit U 123 bereits am 11. Januar den britischen Frachter SS Cyclops versenkt. Die Angriffe trafen die US-Schifffahrt vollkommen unvorbereitet. Die Handelsschiffe fuhren, da die Ostküste bisher außerhalb des Einsatzgebietes deutscher U-Boote gelegen hatte, mit gesetzten Positionslichtern und ohne jeden Schutz.  Bis zu ihrer Rückkehr versenkten U 123 sieben Schiffe mit 46.744 BRT, U 130 sechs Schiffe mit 36.988 BRT, U 66 fünf Schiffe mit 33.456 BRT, U 109 vier Schiffe mit 27.651 BRT und U 125 ein Schiff mit 5666 BRT. Am 6. Februar, als das letzte der fünf U-Boote den Rückmarsch antrat, hatten sie zusammen 23 Schiffe mit 150.505 BRT vernichtet. Fast ein Drittel der Tonnage hatte Reinhard Hardegen mit U 123 versenkt, der für diese Erfolge ein Telegramm mit dem Wortlaut: „An den Paukenschläger Hardegen. Bravo! Gut gepaukt. Dönitz“ erhielt und mit dem Ritterkreuz des Eisernen Kreuzes ausgezeichnet wurde.

## Alliierte Reaktion und Bilanz
Erst im Juni 1942, fünf Monate nach Beginn des Unternehmens Paukenschlag, wurde das Konvoisystem, das sich als Schutz vor U-Booten seit Jahren im Nordatlantik bewährt hatte, auch für die Handelsschifffahrt vor der amerikanischen Ostküste eingeführt. Diese verspätete Reaktion war mitursächlich für den Verlust von 397 Schiffen mit über 2 Millionen BRT und ungefähr 5000 Seeleuten, welcher der alliierten Handelsschifffahrt in den sechs Monaten nach Beginn des Unternehmens Paukenschlag vor der amerikanischen Küste und in der Karibik durch U-Boote zugefügt wurde. Die deutschen Verluste in diesen Seegebieten im gleichen Zeitraum betrugen sieben U-Boote, wobei 302 Besatzungsmitglieder ihr Leben verloren. Da es den deutschen Kommandanten ebenso leicht fiel, Versenkungen zu erzielen, wie zu Beginn des Krieges, werden das Unternehmen Paukenschlag und die Folgeunternehmen auch als „Zweite glückliche Zeit“ der deutschen U-Boote bezeichnet.

## Folgeunternehmen
Auch wenn „Paukenschlag“ lediglich die erste Welle von fünf Booten bezeichnet, werden häufig auch die weiteren U-Boot-Unternehmen vor der amerikanischen Küste so bezeichnet. Dieses Seegebiet wurde nach dem Unternehmen Paukenschlag ein Jagdrevier der deutschen U-Boote, wobei später nicht nur Langstreckenboote des Typs IX, sondern auch die kleineren Boote des Typs VII zum Einsatz kamen, die durch Versorgungs-U-Boote (sogenannte „Milchkühe“) unterwegs versorgt werden mussten. In den folgenden Wellen kamen häufig die erfolgreichsten U-Boot-Kapitäne zum Einsatz, die nicht nur vor der Ostküste, sondern auch im Golf von Mexiko und in der Karibik, besonders auch vor Panama, operierten.

### U-Bootgruppe „Seewolf“
Die Zusammenstellung der U-Bootgruppe „Seewolf“ war der letzte Versuch der deutschen Seekriegsleitung, vor der amerikanischen Ostküste zu operieren. Aufgrund von Agentenmeldungen und Aussagen deutscher Kriegsgefangener befürchtete die US-Marineführung einen Angriff mittels U-Bootgestützter Raketen auf die amerikanische Ostküste.  Amerikanische Historiker bezeichnen daher den letzten Angriff der Boote vom Typ IX C im April 1945 gegen die Vereinigten Staaten als „finalen Paukenschlag“. Mit Auslaufen ab Februar bis Ende April 1945  setzte die deutsche U-Bootführung 18 U-Boote der Typen IX C, IX C/40 und ein IX D2 gegen Nordamerika ein. Von den 18 U-Booten wurden zehn U-Boote versenkt, davon gelten neun Boote als Totalverlust – das heißt keine Überlebenden.

#### U-Boote gegen Nordamerika Februar bis Mai 1945
- Auslaufend von Norwegen Februar 1945: U 866 / U 857 / U 879 / U 190 / U 853.
- Auslaufend von Norwegen März 1945: U 530 / U 548 / U 518 / U 858 / U 880 / U 805 / U 1235 / U 546 / U 873 sollte ursprünglich nach Japan dann Mona-Passage und Vereinigte Staaten.
- Auslaufend von Norwegen April 1945:  U 881 / U 889 / U 1228 / U 1231.

Nach dieser Angriffswelle sollten ab Mai 1945 die neuen großen Typ XXI U-Boote (die der alliierten Technik um mehrere Entwicklungsjahre voraus waren) im Atlantik erscheinen, von denen die ersten im April 1945 in Norwegen eingetroffen waren. Am 4. Mai 1945 gegen 16 Uhr stellte Großadmiral Karl Dönitz, nun letzter Reichspräsident des Deutschen Reiches, den U-Boot-Krieg gegen die westlichen Alliierten ein und gab Order, diesen Befehl den U-Booten mitzuteilen. Am 7. Mai 1945 kapitulierte das Deutsche Reich in Reims gegenüber den USA und Großbritannien, am 8. Mai 1945 trat in Berlin-Karlshorst die Gesamtkapitulation in Kraft (vgl. Bedingungslose Kapitulation der Wehrmacht).

#### Operation Teardrop gegen „Seewolf“
U 518, U 546, U 805, U 858, U 880 und  U 1235, die ihre befohlenen Standlinien und Vorrückpositionen im mittleren Nordatlantik ansteuerten, hatten wenig Chancen, auch wenn sie nur kurze Passiermeldungen in bestimmten Seegebiete abgaben und sonst kaum oder überhaupt nicht funkten (wie U 1235). Die Funksprüche der U-Bootsführung mit den Standlinien und weitere Anweisungen an die Seewolfboote wurden von den Briten über ULTRA aufgenommen, entziffert und den Amerikanern mitgeteilt. Zur Blockade des ermittelten Anmarschweges der „Gruppe Seewolf“ leitete die US-Marineführung die „Operation Tear Drop 2“ ein, für die eine Flotte von 2 Geleitträgern und 22 Geleitzerstörern zusammengestellt wurde. Die US-Kriegsschiffe konnten mit Hilfe der britischen Special Intelligence in die entsprechenden Seegebiete der U-Boote beordert werden. Von den geheimen deutschen Marinequadratkarten hatten die Alliierten schon lange Kenntnis.

#### Verlust der Seewolf-U-Boote
- U 1235 mit 57 Mann wurde am 15. April 1945 versenkt.
- U 880 mit 49 Mann ging einen Tag später verloren.
- U 548, das einzeln operierte, wurde am 19. April 1945 mit 58 Mann versenkt.
- U 518 mit 56 Mann wurde mutmaßlich am 22. April 1945 versenkt; allerdings konnte bislang nicht eindeutig geklärt werden, ob es sich tatsächlich um dieses U-Boot gehandelt hat.
- U 546 mit 33 Mann ging am 24. April 1945 verloren; ein Teil der Besatzung wurde von den Amerikanern gerettet. Kurz vor dem Untergang konnte U 546 noch den US-Zerstörer USS Frederick C. Davis mit einem akustisch gesteuerten Torpedo versenken.
- U 879, das schon am 11. Februar 1945 aus Kristiansand ausgelaufen war, wurde am 30. April 1945 mit 52 Mann versenkt.
- U 857 gilt seit April 1945 mit seinen 59 Mann als verschollen.
- U 853 (Kmdt.: Fröhmsdorf) wurde am 6. Mai 1945 mit 55 Mann versenkt.
- U 881 (Kmdt.: Dr. Frischke) ging ebenfalls am 6. Mai 1945 verloren. Bei der Versenkung vor Neufundland ertranken 53 Mann.

Die beiden letztgenannten U-Boote gingen nach der offiziellen Einstellung des U-Boot-Krieges gegen die westlichen Alliierten verloren. Das lag daran, dass der Längstwellensender Goliath, der Empfang unter Wasser ermöglichte, zu dieser Zeit schon gesprengt war und der Befehl von Dönitz somit nicht mehr alle Kommandanten erreichte. U 881 war das letzte deutsche U-Boot, das im Zweiten Weltkrieg von den „United States Forces in the Atlantic“ versenkt wurde.
U 805 und U 858 blieben von den Alliierten unentdeckt und kapitulierten nach Kriegsende auf See, als sie sich auf Kurs zur Ostküste der Vereinigten Staaten befanden.
Insgesamt starben bei der letzten Angriffswelle deutscher U-Boote gegen die Vereinigten Staaten im März, April und Anfang Mai 1945 rund 500 deutsche Marinesoldaten.